# Anna Louise Stevnhøj
Anna Louise Stevnhøj (født 1963) er en dansk journalist og forfatter. Hun er især kendt fra sine artikler og bøger om børn, unge, seksualitet, medicin og sundhed. Hun har arbejdet freelance for bl.a. Ugeskrift for Læger og I Form, og hun har har været ansat på forskellige magasiner og i foreningen Børns Vilkår. Nu informationschef for IKAS og foredragsholder vedrørende blandt andet børns seksualitet.